# Petr Řihák
Petr Řihák (* 22. listopadu 1963 Praha) je československý basketbalista. Je vysoký 187 cm.
V československé basketbalové lize hrál za Sparta Praha (1983–1988, 5 sezón), se kterou získal dvě sedmá, osmé a dvě devátá místa. Celkem zaznamenal 450 bodů. V dalších sezónách hrál za klub Dukla Olomouc (1988/89), s nímž skončil na 11. místě a Chemosvit Svit (1989–1991, 2 sezóny) na 10. a 13. místě. V československé lize celkem odehrál 8 sezón a zaznamenal 907 bodů.   
V české basketbalové lize hrál za klub BK Děčín v sezóně 1993/94 (10. místo) a zaznamenal 292 bodů.
Po skončení basketbalové kariéry se věnuje podnikatelské činnosti.

## Hráčská kariéra

### Kluby
- 1983-1988 Sparta Praha – 2x 7. místo (1987, 1988). 8. místo (1985), 2x 9. místo (1984, 1986), celkem 5 sezón a 450 bodů
- 1988-1989 Dukla Olomouc – 11. místo (1989)
- 1989-1991 Chemosvit Svit – 10. místo (1990), 13. místo (1991)
  - Československá basketbalová liga celkem 8 sezón (1983–1989) a 907 bodů
- 1993-1994 BK Děčín – 10. místo a celkem 292 bodů
  - Česká basketbalová liga celkem 1 sezóna a 292 bodů